# Пожежа в Кракові 1850 року

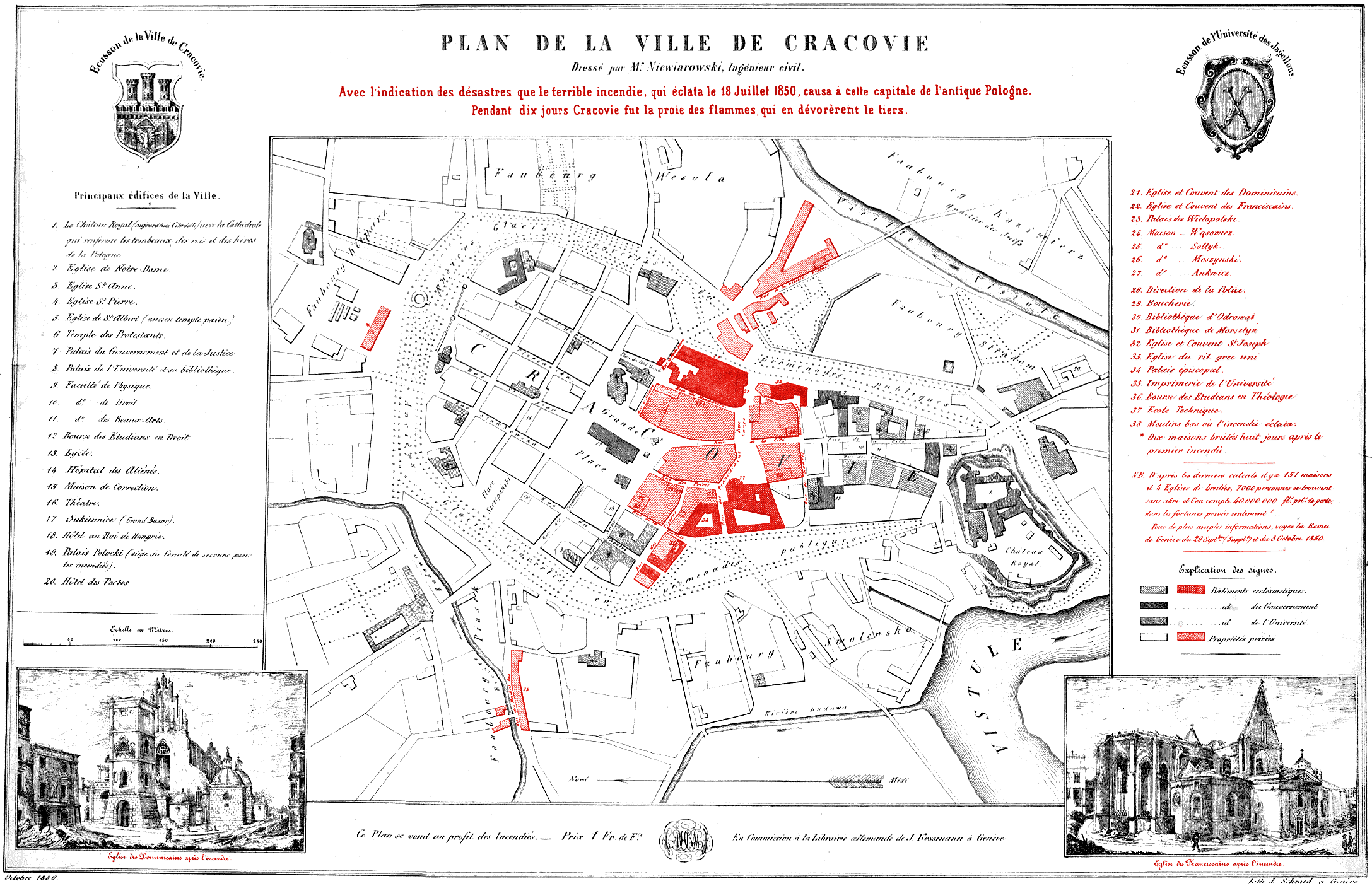
План М. Нєвяровського, що показує масштаби пожежі в Кракові в 1850 р. Літографія, виготовлена в Женеві для жертв пожежі

Пожежа Кракова 1850 року вважається однією з найтрагічніших подій, які торкнулися міста в 19 столітті. Вона розпочалася 18 липня 1850 року і охопила значну частину центру міста та тодішніх передмість. Майже всі будинки південного фасаду Малого Ринку, південного та половини східного фасаду Ринкової площі, а також будинки на таких вулицях: Крупнича, Голембія, Вісльна, Францисканська, Домініканська, Брацька, Ґродська. (до перехрестя з Посельською), Столярська, Велополє та Старовисьльна були спалені. Протягом наступних кількох днів по всій території міста з'явилося більше спалахів, але їх швидко загасили. Лише 26 липня в Клепарзькому районі спалахнула нова пожежа, але більшого масштабу вона не набула.
За приблизними підрахунками, було знищено 10 % міської забудови: близько 160 багатоквартирних будинків, єпископський палац і палац Великопольських, костели св. Франциска Ассізького, Пресвятої Трійці, св. Норберта і (частково) св. Йосифа та прилеглі домініканський, францисканський і бернардинський монастирі. Крім історичного внутрішнього оздоблення цих храмів, були втрачені також цінні колекції творів мистецтва та книгозбірні, зібрані в приватних будинках. Вогонь завдав величезних матеріальних збитків, згоріло багато квартир, магазинів і складів, а також майно цілих родин. У злиденному Кракові і збір коштів на допомогу постраждалим від пожежі, і ліквідація збитків тривали довго. Відбудова згорілої частини міста закінчилася через п'ятнадцять років, а у випадку францисканського та домініканського костелів значно пізніше, у 1884 та 1912 роках відповідно.
Після знищення такої великої частини Кракова виникла необхідність внести багато змін, наприклад, у сфері правил пожежної безпеки чи організації пожежної охорони, які мали запобігти подібній катастрофі. Проте це виявився довготривалий процес, який прогресував у міру покращення економічного становища міста. Реконструкція зруйнованих будівель також мала великий вплив на архітектурні зміни в усьому Кракові. Нові будинки, зведені на місці згорілих, стали взірцем функціональних та естетичних рішень для інших районів Кракова. У свою чергу, масштаби пошкоджень історично цінних будівель стали поштовхом до більшого інтересу до охорони пам'яток, а під час їх реконструкції відбулося зростання знань у галузі пам'яток збереження та мистецтвознавства.
Пожежа 1850 року, яка вважається одним із найбільших стихійних лих в історії Кракова, також була останньою пожежею, яка вразила таку велику територію міста. Будь-яка подальша пожежа знищувала в основному лише окремі будівлі.

## Хід вогню

### 18 VII: пожежа в передмісті
Близько обіду четверга 18 липня, виникла пожежа в районі т.з. Дольних Млинів на Королевській Млинувці в кінці вул. Крупнічої.
Як показало подальше розслідування, пожежа виникла випадково, а її ненавмисними винуватцями були мельник Пьотр Фіц і Ян Тройка, учень коваля Ігнашевського. Того дня вони працювали над пристосуванням залізного обруча до вала млинового колеса, який для цього потрібно було нагріти. Однак вогонь, що розгорівся в кімнаті, запалив висушені в комині змійовики, дерев'яні клини для млинових коліс. Пожежу не вдалося загасити і млин спалахнув полум'ям.
Невдовзі сильний вітер перекинув вогонь на сусідні будинки на Крупнічій. На місце оперативно прибули пожежники та численні жителі, які намагалися загасити вогонь або хоча б не допустити його подальшого поширення. Для цього почали зривати дахи інших будівель. Однак стихія діяла швидше і за півгодини згоріло дев'ять дерев'яних будинків, що стояли на цьому місці.

### 18 VII: пожежа в центрі
Неочікувано вогонь із передмістя перемістився в центр. Дуже сильний вітер почав розносити його через кущі над навколишніми садами та Плантами. Крім іскор, він ніс палаючу черепицю та залишки непотрібного мотлоху, накопиченого на горищах, тліюче зерно з млина та спалені волоські горіхи. Саме останні, за одним із тогочасних оповідань, суттєво сприяли поширенню вогню:
 
Спочатку мало хто через сонячну погоду знав про загрозу: Будівлі в центрі міста виявилися такими ж вразливими до пожежі, як і будинки на вулиці Крупнічій. Це стало результатом кількох факторів. По-перше, майже всі будівлі, навіть Сукенніце, були покриті ґонтом. Цей матеріал виявився більш легкозаймистим, ніж зазвичай, тому що протягом двох місяців перед липнем 1850 року в Кракові не випало жодної краплі дощу. Висохла, потріскана черепиця стала придатним розсадником пожежі. Сильний вітер легко розносив іскри та залишки горіння дахів на інші будівлі. Крім того, більшість кам'яниць мали також дерев'яні горища чи інші елементи обладнання з цього матеріалу, наприклад, ґанки, сходи. Крім того, багато жителів зберігали на горищах своїх будинків легкозаймисті предмети, різне непотріб, ганчір'я, папір чи старий посуд, нехтуючи тим самим протипожежними правилами часів Вільного міста, які забороняли зберігати такі речі. Крім того, серед мурованих кам'яниць центру було ще багато дерев'яних будівель, таких як сараї, каретні, склади, стайні та торговельні лавки. Все це призвело до того, що вогонь поширився дуже швидко, і набув великих масштабів.
Першою загорілася ґонтова покрівля кам'яниці, що на перехресті вулиці Голембія та Плантів, власником якої є Емілія Бартиновська. Гасіння пожежної охорони, волонтерів та військових підрозділів закінчилося безрезультатно. Вогонь, рознесений сильним вітром, швидко перекинувся на сусідні будівлі. Згодом почали займатись університетська друкарня, костел св. Норберта, будинки у Вісльній та Голембії, включаючи Технічний інститут. Коли вогонь охопив високу кам'яницю «Під зайцем», далі снопи іскор полетіли на сусідні дахи. Collegium Maius, на той час там перебувала Ягеллонська бібліотека, опинився у великій небезпеці. Вогонь почав виникати на даху цієї історичної будівлі, але вдалося врятувати її та цінну колекцію книг. До порятунку бібліотеки було залучено близько ста п'ятдесяти студентів разом із професорами Юзефом Мучковським, Стефаном Кучинським та Вінцентієм Полем. Їм вдалося загасити вогонь і скинути дахи сусідніх будівель, щоб не допустити полум'я до Collegium Maius.
Вогонь швидко перекинувся з вулиці Вісльної на інші будівлі. Приблизно за півгодини вона охопила південний фасад Ринкової площі, вулицю Брацьку та Єпископський палац. Ще швидше спалахнули дерев'яні каретні будинки, що стояли навпроти, а від них зайнялись францисканський костел і палац Велопольських. Тоді вогонь охопив будинки на вулицях Гродзькій та Столярській та східний фасад площі Ринек. Далі він поширився на вулицю Широку і врешті охопив костел Пресвятої Трійці разом із монастирем домініканців. Вітер розніс полум'я ще далі, над Плантами, де воно знищило будівлі на вулиці Польній, знищивши все до русла Старої Вісли. Увечері вогонь почав слабшати і нарешті вогонь у центрі припинився на висоті південного фронту Малого Ринку та вулиці св. Юзефа, включно з костелом і монастирем бернардинів. Суконні ряди, де зберігалися численні товари, в тому числі запаси горючого спирту, все ще перебували у великій небезпеці. Щоб запобігти поширенню вогню, з будівлі спішно скинули дах.
У центрі, на лінії вітру, збереглося неушкодженим кілька будівель. Своїм виживанням власники та мешканці завдячували ефективній боротьбі з вогнем, але насамперед сучасним дахам із черепиці чи листового металу. Завдяки цьому вогонь не знищив кам'яницю Венцля та палац Яблоновських, як єдині будівлі на всьому південному фасаді площі Ринек.
Однак у випадку костелів належного покриття виявилося недостатньо. Вогонь проник у храми через вікна, в яких від спеки тріщали шибки, і швидко охопив внутрішні приміщення, повні дерев'яних вівтарів, лавок. Були також думки, спрямовані проти домініканців, звинувачуючи монахів у змарнованому шансі врятувати костел Святої Трійці через нібито відсутність дисципліни та недбалість у боротьбі з вогнем.

### 18 VII: діяльність мешканців

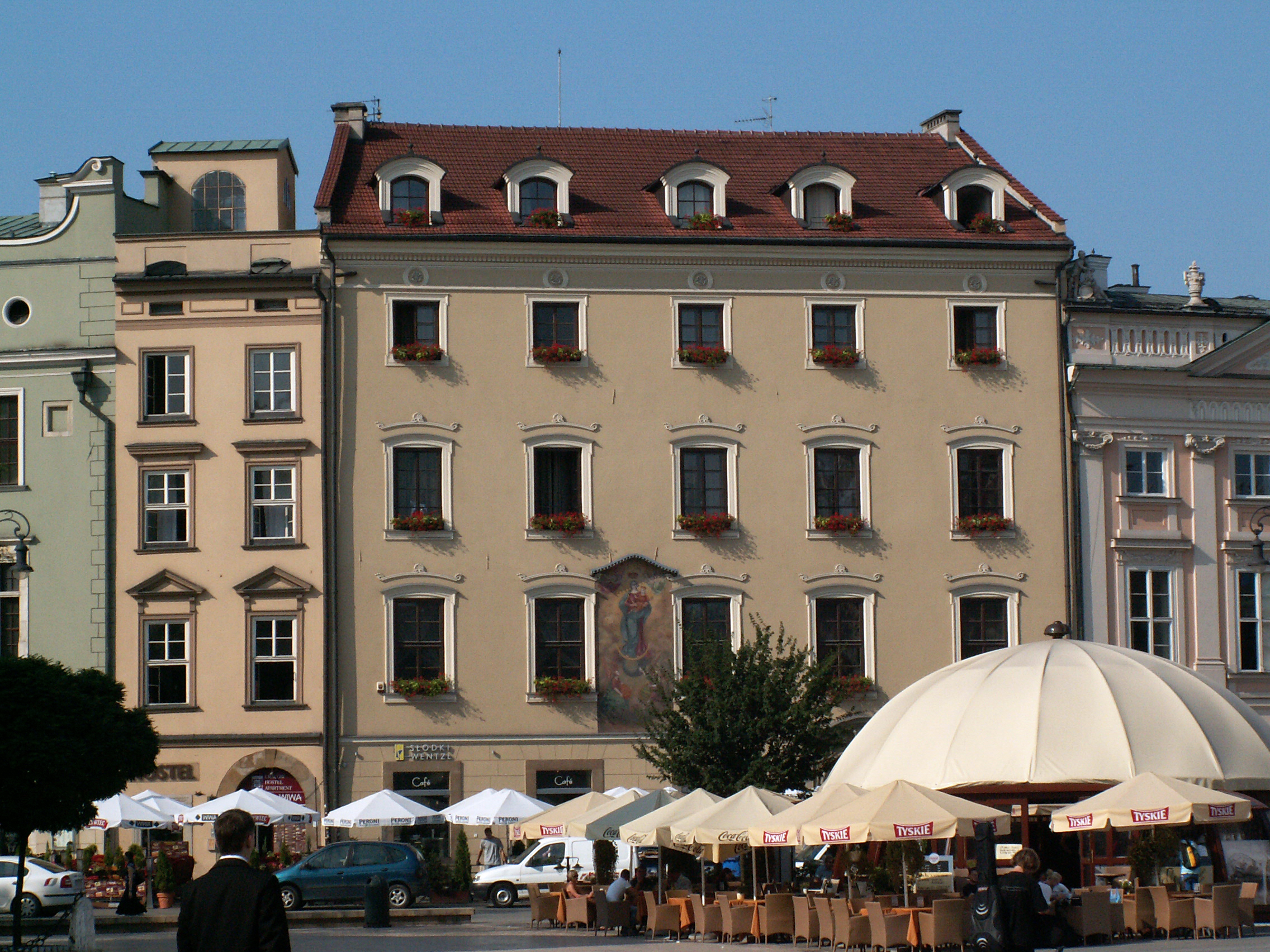
Будинок «Під образом», одна з двох не знищених вогнем будівель південного фасаду площі Ринок

Як виявилося, в умовах такої великої пожежі, що розвивалася надзвичайно швидко, жителі міста мало що могли зробити. Обов'язок боротьби з вогнем лежав практично тільки на їхніх плечах, оскільки пожежна команда була нечисленною, та й не постійною. У місті працювало лише чотири спритмейстери, які стежили за шлангами. Мало оплачувалась дана праця, працювали позмінно цілодобово. У разі пожежі їм допомагали насосники та так звана «пожежна колона». До її складу входили підмайстри з цехів теслярів, каменярів і мулярів, які протягом трьох років були зобов'язані постійно брати участь у навчаннях і протипожежних заходах (у 1838 р. вони були екіпіровані в олов'яних шоломах і чорних джинсових куртках). Для зміцнення цього війська всі жителі були зобов'язані нести допоміжну службу. Їх попередив сторож з вежі Святої Марії, вдаривши в дзвін і піднявши червоний прапор удень. Пивоварам доручили подавати воду у власних бочках, а фіакери мали віддати коней у розпорядження вогнегасників. У багатьох людей ці обов'язки викликали небажання, тому було багато випадків ухилення від участі в гасінні. Однак найбільшим недоліком усієї системи було те, що вона базувалася на погано навчених людях і старому дефіцитному обладнанні.
Так, 18 липня вогонь намагалися загасити лише трьома пожежними рукавами, які, однак, не дісталися дахів більшості багатоквартирних будинків. Тому намагалися запобігти розповсюдженню пожежі, обливаючи воду звичайними відрами, зривали дахи будівель гафлями, сокирами, а зрештою і голими руками. Через відсутність водопостачання та поганий стан міських колодязів, більшість з яких були повністю занедбані, воду, необхідну для гасіння, брали з Рудави чи Вісли. До місця пожежі її доставляли в бочках, на підводах, що, однак, займало надто багато часу. Тож невдовзі зрозуміли, що про гасіння вогню не йдеться. Намагалися лише не дати загорітися іншим частинам міста, а тут майже все залежало від вітру. Воно не змінило напрямок і не спрямувало полум'я на решту Кракова.
Більшість мешканців зосередилися на порятунку життя та майна з будівель, які згодом стали жертвою вогню. Люди зі своїми речами ховалися у родичів, чиї будинки вціліли, або таборували на Плантах. Серед цього хаосу площею Ринек пройшла процесія з Пресвятими Тайнами, яку очолив отець Жловодський із костелу Св. Марії.
Невдовзі серед мешканців поповзли чутки, що пожежа була справою рук підпалювачів. Лунали голоси про негайний розстріл підозрюваних або запровадження спрощених судів. Крім того, було багато людей, які почали грабувати те, що вціліло, а також нападати на жителів. Тому на вулиці міста були вислані потужні військові патрулі, які, крім лову злочинців, мали також запобігти спробам самосуду.

### Наступні дні пожежі

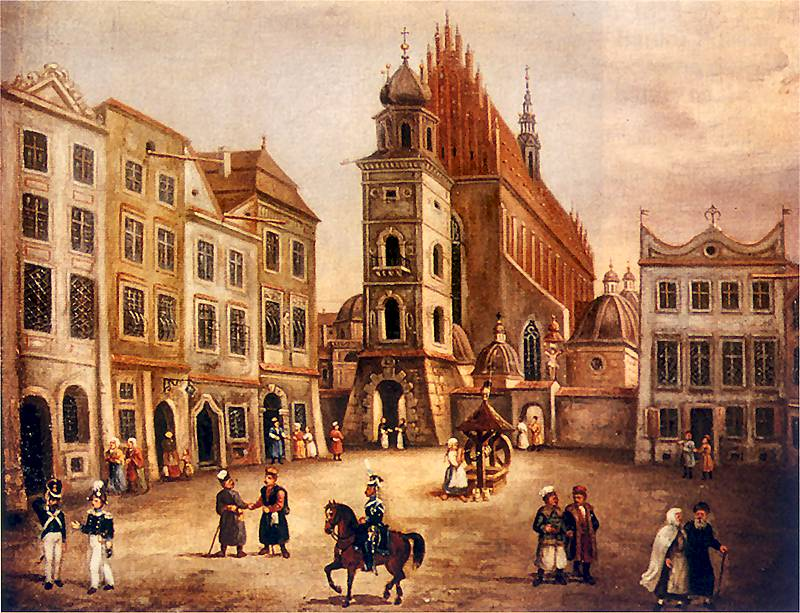
Костел Святої Трійці до пожежі, вид з площі Всіх Святих

19 липня вогонь припинив поширення. Новини про пожежу на Шевській і Клепажу виявились неправдивими. Проте в районі великого попелу знову і знову виникали нові пожежі, які швидко загасили. Ще горіли окремі будівлі, наприклад, Домініканська бібліотека. Для подальшої боротьби зі стихією була задіяна пожежна техніка армії, також привезені пожежні рукави з Підгуже, а також з Меховського повіту Королівства Польського. Проте втомлені останніми подіями мешканці міста дедалі менше допомагали гасити пожежу, зникло почуття солідарності та бажання допомогти. Зменшувалася кількість волонтерів, не вистачало людей для роботи з обладнанням. Боротьба з вогнем була продовжена завдяки залученню краківських євреїв, студентів університету та селян, привезених з навколишніх сіл, напр. Кроводжа та Плешува.
Наступні дні пройшли відносно спокійно, почергово гасячи ще тліючий попіл. Іноді в районі горіння виникали нові пожежі, напр. в домініканських будівлях, єпископському палаці та окремих кам'яницях. Проте особливої загрози вони не становили, тим паче, що 22 липня пройшов сильний дощ. Будь-яке нове, рознесене вітром полум'я швидко гасили.

### 26 липня: пожежа на Клепажу
Коли ситуація здавалася майже повністю контрольованою, спалахнула нова пожежа. 26 липня о дев'ятій годині вечора спалахнули дерев'яні будівлі на Клепажу, розташованій в південній частині Клєпарського ринку (вздовж сучасної вулиці Баштової). Вогонь швидко перекидувався з даху на дах. Місто знову опинилося у великій небезпеці, оскільки на Клепажу були великі склади легкозаймистих матеріалів: зерна, соломи, сіна, смоли та спирту. Проте завдяки сприятливим погодним умовам (безвітря) та ефективній рятувальній операції, в якій брали участь військові, вогонь не поширився — згоріло лише шість будинків. На сусідніх скинули дахи, як це зробили на вулиці Длугій. Гасінню пожежі сприяло також те, що будинки на Клепажу були значно нижчими за ті, що були в центрі Кракова.

### Чутки про підпал
Серед мешканців міста тривалий час ходили розповіді про нібито діяльність підпалювачів, і це стосувалося не лише менш освічених верств населення. Ще під час пожежі краківський «Czas» повідомляв, що підозрілих людей, які могли підпалити, затримали, що мали підтвердити знайдені у них речі. І ось уже 18 липня генерал-майор Главачек, командуючий гарнізоном, особисто затримав чоловіка з сіркою, свічкою та пакетом пороху, загорнутим у вату. Адвокат Богунський, власник житлового будинку, який ще не горів, спіймав десятирічного хлопчика, який намагався втекти на горище будинку з легкозаймистими матеріалами. Крім того, затримано ще чотирьох підозрюваних. Усіх їх утримували на гауптвахті при Ратушній вежі або в Кшиштофорах, які слугували військовими казармами.
З чуток, метою підпалів було викликати заворушення, здійснити політичну змову або просто пограбувати палаючі будинки. Цю інформацію сприйняли настільки серйозно, що група городян на чолі з Гіларієм Мецішевським почала вимагати від влади запровадити для підозрюваних спрощений суд. Однак і Анджей Еттмаєр, голова Губернської комісії (орган губернатора Галичини), і генерал Главачек відмовилися задовольнити цю вимогу. Однак вони закликали мешканців охороняти власні кам'яниці, а для забезпечення порядку на вулицях Кракова були вислані потужні патрулі з солдатів гарнізону.
Стан підвищеної підозри тривав і наступного дня. «Czas» опублікував подальшу інформацію, яка мала вказати на підпал як причину великої пожежі, хоча при цьому журналісти наголошували, що не вірять, що серед мешканців міста можуть з'явитися люди, здатні на такий вчинок. Відповідно до зібраних повідомлень, під костелом св. Марії виявлено скид сірки, пожежа в костелі св. Юзефа мала з'явитися не знадвору, а на горищі, а домініканський костел, як повідомлялося, почав горіти з боку вулиці Широкої, коли його ще не було охоплено вогнем. У Кроводжі ледь не влаштували самосуд над чоловіком, у якого знайшли порох. Щоб заспокоїти населення, командування гарнізону оголосило про введення військово-польового суду, який протягом 24 годин мав засудити можливих підпалів. Інформація про це зустріла схвальний відгук жителів міста.
Зрештою, розслідування показало, що пожежа виникла випадково. Винних у ненавмисному спричиненні пожежі притягнуто до відповідальності у суді. Незважаючи на це, протягом решти року будь-які наступні невеликі пожежі деякі жителі міста сприймали як справу рук підпалювачів.

### Ставлення австрійської влади
Австрійська влада під час великої пожежі не залишилася бездіяльною, і її діяльність не обмежилася розслідуванням причин пожежі та пошуком ймовірних підпалів. До гасіння самої пожежі долучилися й австрійці. Серед осіб, які керували гасінням пожежі, були командувач гарнізону Еттмайер і Главачек, а також староста міста. На підтримку мешканців міста та невеликої пожежної команди були направлені підрозділи поліції та армії. За інформацією «Czas», військові взяли участь у цій акції самовіддано. Три роти вщент знищили свої обмундирування, кілька австрійських офіцерів відзначилися в боротьбі з вогнем, а шахтарська частина за хоробрість була нагороджена сумою в двадцять рейнських злотих, яку, однак, солдати пожертвували жертвам пожежі..
Ще суворішу думку сформулював отець Юзеф Луїс, згідно з яким всю відповідальність за пожежу та знищення міста несе австрійська влада. Як він зазначає у своїх записках, і уряд, і військове командування постійно підозрювали, що в Кракові може спалахнути революція. Завдяки цій вірі був запроваджений строгий контроль над існуючою системою оповіщення мешканців про пожежу, яка, за словами Луї, за часів Вільного міста працювала ідеально. Однак австрійці припустили, що це може бути використано для виклику заворушень. Тому було наказано, щоб сторож, помітивши вогонь, не міг відразу бити тривогу, а мав спочатку повідомити на варту на Ратушній вежі. Тоді черговий послав би солдата з рапортом до штабу в Страдом, звідки одного з ад'ютантів направили б на гауптвахту.

## Наслідки пожежі

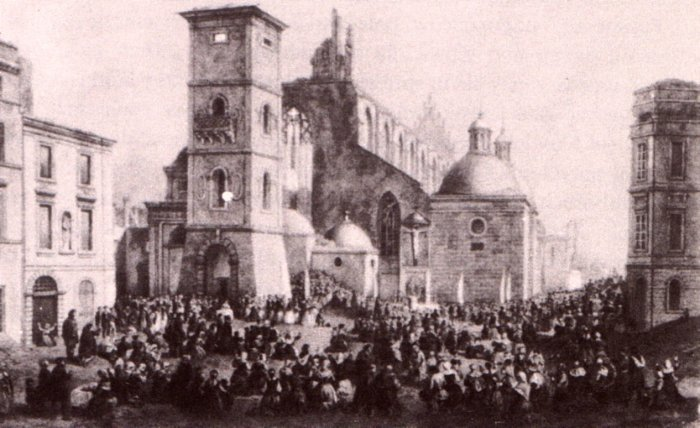
Богослужіння на руїнах Свято-Троїцькокого костелу після пожежі. Оригінал малюнка в колекції Ягеллонської бібліотеки

### Загиблі та поранені
Під час пожежі загинули п'ятеро людей. Усі вони загинули 18 липня. Їхні особи відомі завдяки інформації, що міститься в «Czas» і розповіді батька Джозефа Луї. Померлі:
- подружжя Жебровських — померли у своїй корчмі на вул. Голембії, яку чоловік не хотів залишати;
- літнє подружжя Зьобровських — вони не встигли покинути свою кам'яницю на вулиці Голембія;
- Філіповський, власник будинку на вулиці Столярській, був старим і через хворобу був переведений до домініканського монастиря (як безпечніше місце), але коли вогонь охопив ці будівлі, він не зміг врятуватися[18].

До цього списку жертв можна також додати 60-річну служницю чиновника Закшеського, яка, тікаючи з палаючого будинку, вистрибнула з вікна і від отриманих травм померла. Крім того, «Czas» згадує про загибель кількох дітей, але вони не підтверджені.
Кількість поранених невідома, але вона точно була досить значною. Люди постраждали як рятуючись від вогню, так і намагаючись боротися зі стихією. Відомо лише, що під час гасіння пожежі п'ятнадцять краківських поліцейських отримали поранення, один загинув, але ця інформація не підтвердилася. Крім того, кілька учасників акції, які гасили пожежу на Клепаржу 26 липня, отримали важкі поранення.

### Баланс пошкоджень
Вогонь завдав величезних збитків, оскільки охопив, окрім заміської забудови на вулицях Крупничій та Польній, також самий центр міста. Майже всі будинки на вулицях Голембії, Вісльній, Францисканській, Брацькій, Гродській (до перехрестя з вул. Св. Юзефа), Столярській, а також південний фасад Малого Ринку та південний і половина східного фасаду Ринкової площі постраждали. Згоріли чотири костели, три монастирі, два палаци, важливі для функціонування міста млини та м'ясні лавки, і, як прийнято вважати, близько 160 будинків і кам'яниць. Інші оцінки свідчать про 150, 165, 170 або 180 згорілих об'єктів цього типу. Близько тисячі сімей залишилися без даху над головою, а також велика група студентів з ліцею св. Анни, Технічного інституту та Ягеллонського університету.
Оцінки фінансового виміру збитку дають різні цифри. Загальні збитки були оцінені приблизно в мільйон рейнських злотих. Вартість зруйнованих будівель мала сягнути 3 858 000 злотих. У свою чергу, рухоме та нерухоме майно, втрачене жертвами пожежі, оцінено на загальну суму 4 592 000 польських злотих.

### Культурні втрати
Місто зазнало великих, хоч і невимірних, втрат культурних цінностей. Вогонь знищив багато історичних будівель, разом з якими було безповоротно втрачено їх обладнання. Так сталося з костелами францисканців і домініканців, які втратили своє багате оздоблення. Крім того, у вогні загинули численні приватні колекції творів мистецтва та книг.

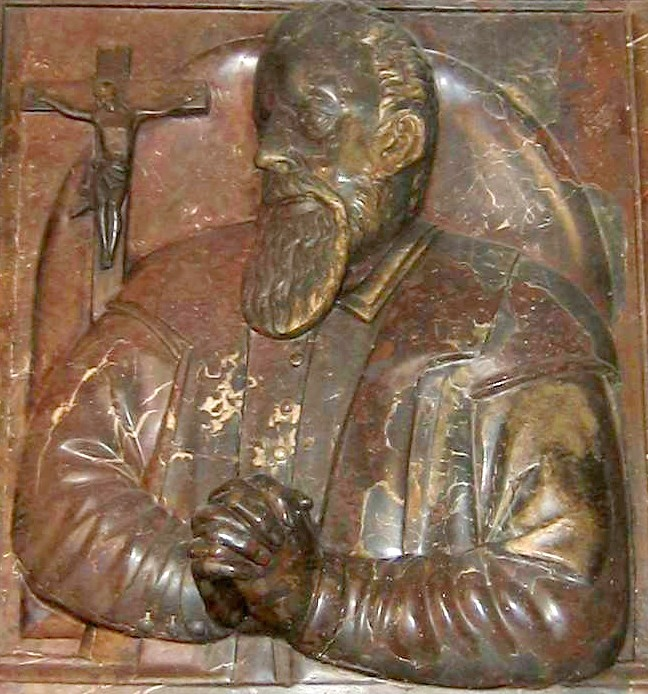
Фрагмент надгробка Себастьяна Петриці з францисканського костелу. Знищений пожежею, відбудований лише у 1930 році

Вогонь знищив практично весь костел Святої Трійці та дзвіницю перед ним. Руїни історичної споруди зросли навіть через два тижні після пожежі, 3 серпня, коли обвалився західний фронтон храму, зруйнувавши склепіння центральної нави та частину склепіння північного приділу. До втраченого оздоблення належать головний вівтар другої половини XVII ст., зроблений із поліхромного та позолоченого дерева, кілька картин Томаша Долабелли та два комплекти стійл у пресбітерії. Одна з них, розташована в південно-західному куті, була роботою брата Міхала з кінця XVI століття. Разом з ними згоріли декоративні тканини, захоплені під Віднем, подарунок Яна III Собеського для єпископа Яна Малаховського, який згодом передав їх домініканцям. У навах спалахнула кафедра з балдахіном, низка картин (підвішених під вікнами та в арках аркад) з 1698 р., присвячених домініканським святим, кілька барокових вівтарів за проектом отця Себастьяна Сєраковського, а також два панно з барельєфними зображеннями Богородиці з Немовлям та св. Яцка. Від пожежі вціліли склепіння приділу, східний фронтон, який, однак, сильно постраждав, а також ризниця та скарбниця. У випадку бічних каплиць готичні каплиці були значно пошкоджені, тоді як чотири сучасні (маньєристська та барокова) були незначно пошкоджені.
У костелі св. Франциска Ассізького вогонь також знищив усе оздоблення, крім того, було знищено склепіння вівтаря та трансепта. Серед спалених речей був мармуровий головний вівтар 1597 р. , відомий на всю Польщу тогочасними лавками, виконаними братом Антонієм Швахом (інкрустовані чорним деревом, перламутром і сріблом), а також картини Долабелли «Страшний суд» і "Христос, що вбиває грішників. Крім того, вогонь знищив усі інші вівтарі в трансепті та головній наві, включно з вівтарем Милосердя, в якому були розміщені шановані статуї Ісуса Милосердного та Матері Божої (обидві в натуральну величину), портрети пап, дерев'яні статуї апостолів, розміщені парами біля пілястр нави, а також органи з 17 століття, описані як найбільші в Кракові. Лише каплиці та захристії уникли великих пошкоджень. Будівлі монастиря також були спалені, крім клуатерів.
Палац Великопольських був майже повністю знищений разом із історичними розписами XVII ст., роботи невідомого голландського художника. Більшою втратою стало спалення єпископського палацу, де містився Історичний кабінет, своєрідний музей історії Польщі, який у дусі раннього романтизму впорядкував єпископ Ян Павло Воронічна за допомоги архітектора Щепана Гумберта та художника Міхал Стахович. З-поміж багатьох історичних предметів і картин, зібраних там, збереглося одинадцять полотен і три гіпсові бюсти.

## Допомога постраждалим
Після пожежі сотні людей залишилися без даху над головою, засобів до існування та роботи. Жертви пожежі розташувалися табором на Плантах або їх гостили родичі та друзі. Однак їх становище було дуже важким, особливо для менш заможних.
Комітет Погорільців збирав кошти на допомогу постраждалим. Його започаткували, за згодою цивільної та військової влади, на другий день пожежі, 19 липня. Його очолювали графиня Зофія Потоцька та Вінцентій Кірхмаєр, купець і банкір. Комітет звертався з проханнями про допомогу не лише до мешканців Кракова та польського суспільства трьох поділів, а й до більших міст Австрії, Німеччини та Франції. Також губернаторська комісія почала збір коштів для постраждалих від пожежі. З іншого боку, міська рада досить швидко почала отримувати фінансову підтримку з інших польських міст, але за розпорядженням губернаторської комісії, незважаючи на протести, мусила припинити збір коштів. Радники, до яких австрійська влада ставилася з недовірою, також мали великі проблеми у спілкуванні з Комітетом Погорільців та Комітетом домовласників, які опікувалися інтересами власників.
Частину коштів, зібраних Погорільським комітетом у найкоротші терміни, було розподілено під час пожежі. На них було закуплено кілька тисяч буханців хліба та гарячих страв, які безкоштовно роздали постраждалим від пожежі. Крім того, сума в тридцять тисяч рейнських злотих, подарунок імператора Франца Йосифа І (пожертвуваний через три дні після пожежі), була використана для пільг різної суми (від 1 до 250 злотих), за які постраждалі могли орендувати квартири або придбати інструменти для роботи. Комітет також надав підводи для транспортування вцілілого майна.

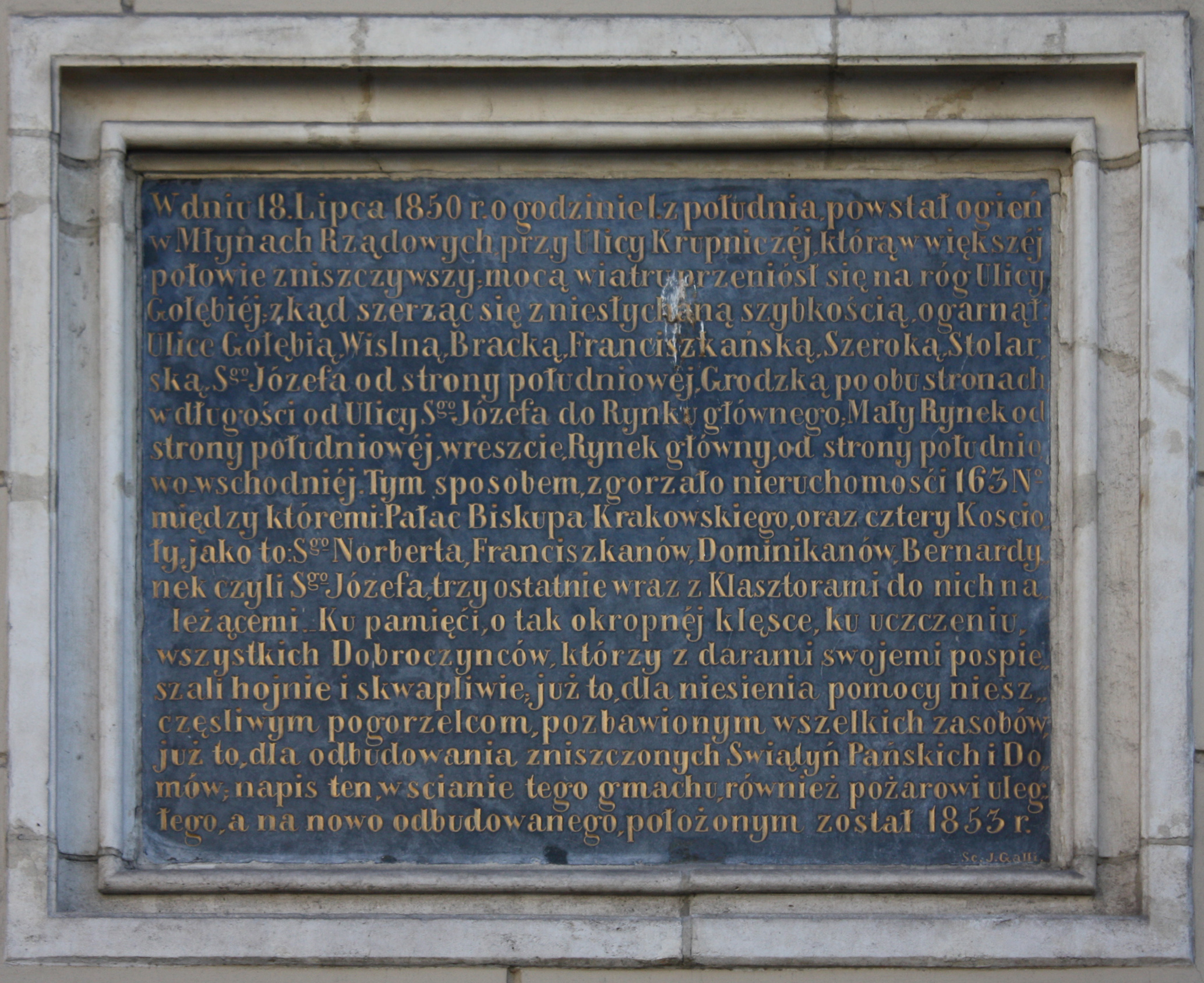
Меморіальна дошка на фасаді кам'яниці Гетьманської в пам'ять про пожежу в місті 1850 р.